# Hermann Salingré
Hermann Salingré, född den 17 maj 1833 i Berlin, död där den 5 februari 1879, var en tysk dramatisk författare.
Salingré, som ursprungligen var köpman, gick redan som ung över till banan som farsförfattare och journalist. På ålderns höst blev han blind. Salingré skrev lokala Berlinfarser som Berliner Kinder, Sechs Mädchen und kein Mann, Der Allerweltshelfer och 300 Mark Belohnung. I Die Bretter, die die Welt bedeuten finns hans samlade farser. Hans fars Pech Schulze uppfördes i lokal bearbetning under titeln Gennem Kjøbenhavn av Olaf Poulsen, Erik Bøgh och Carl Wulff på Dagmarteatret i Köpenhamn 1886, i en annan bearbetning på Casino i samma stad 1866. Samma stycke lämnade dessutom idén till en av William Fabers och Carl Møllers farser under märket Peter Sørensen.